# 神戶外國人居留地

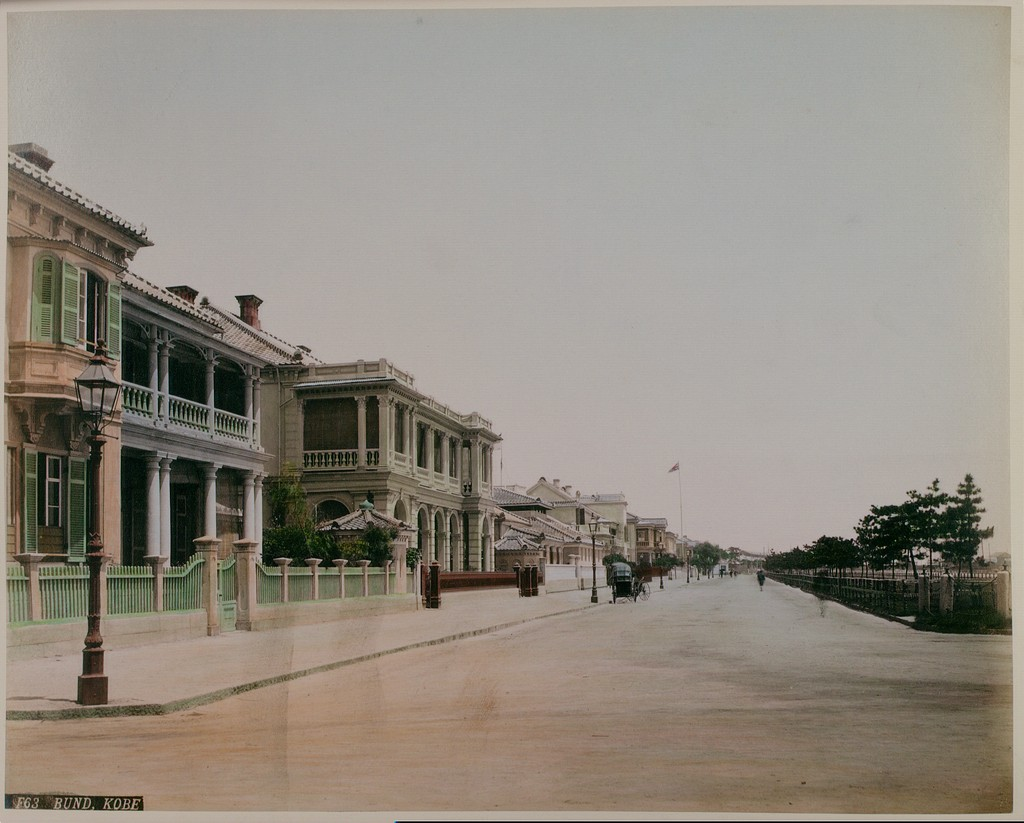
神戸外国人居留地の街並（海岸通・1885年（明治18年）頃）

神戶外國人居留地（日语：／ Kōbe Gaikokujin Kyoryūchi），也稱神戶居留地，是日本在1858年簽訂安政五國條約之後，於1868年1月1日至1899年7月16日期間設在兵庫津以東約3.5公里處的（位於現今兵庫縣神戸市中央區）外國人居留地。是當時日本重要的貿易據點和西洋文化的窗口。日本人禁止在居留地內居住，且外國人在居留地內享有治外法權。也有許多外國人為追求更好居住環境，選擇居住在居留地以外的地區。居留地在交還給日本之後，仍然是神戶重要的商業中心。現在舊居留地區域則是神戶知名的旅遊景區。